# 吉田文紀
吉田 文紀（よしだ ふみのり、1949年1月19日 - ）は、日本の実業家。アムジェン代表取締役社長を経て、シンバイオ製薬を創業し、同社代表取締役社長兼CEO。

## 人物・来歴
1971年学習院大学理学部化学科卒業。1973年マサチューセッツ工科大学大学院修士課程修了。1975年ハーバード大学大学院修士課程修了。同年三菱商事入社。1977年エイ・エッチ・エス・ジャパン理化学機器部・営業部長。1980年日本バイオラッドラボラトリーズ創業、同社代表取締役社長。1991年日本シンテックス代表取締役社長。1993年アムジェン代表取締役社長及び米国アムジェン本社の副社長に就任。2005年シンバイオ製薬創業、同社代表取締役社長兼CEO。癌領域での研究開発を推し進めた。

## 著書
- 『ミドルマネジメントのための特許情報管理』発明協会 1984年
- 『バイオの開拓者物語 : アムジェン成功の軌跡』講談社出版サービスセンター 1994年
- 『バイオベンチャーの起業と経営 : アムジェン社の例』文部科学省科学技術政策研究所第3調査研究グループ 2003年
- 『人と社会を幸せにする仕事 : 新薬開発で「空白の治療領域」に挑むバイオベンチャーの経営』幻冬舎メディアコンサルティング 2014年